# Phantom Minds
Pour les articles homonymes, voir Minds (homonymie).
Singles de Nana Mizuki
Mugen
(2009) Silent Bible
(2010)
Phantom Minds est le 21e single de la chanteuse et seiyū japonaise Nana Mizuki sorti le 13 janvier 2010 sous le label King Records. Il arrive 1er à l'Oricon. Il se vend à 53 970 exemplaires la première semaine et reste classé 18 semaines pour un total de 94 369 exemplaires vendus.
Phantom Minds et Don't be Long ont été utilisés comme thème musical pour le film Magical Girl Lyrical Nanoha THE MOVIE 1st. Phantom Minds a aussi été utilisé comme Power Play pour l'émission Ongaku Senshi MUSIC FIGHTER. Song Communication a été utilisé comme thème de fermeture pour l'émission Card Gakuen sur TBS. Et Juujika no spread a été utilisé comme thème musical pour le jeu vidéo Shining Force Cross. Phantom Minds et Don't be Long se trouvent sur l'album Impact Exciter.

## Liste des titres
| 1. | Phantom Minds (lit. Esprits fantômes)                                 | Nana Mizuki       | Eriko Yoshiki/Jun Suyama         | 3:42 |
| 2. | Don't be Long (lit. Ne sois pas long)                                 | Toshiro Yabuki    | Toshiro Yabuki                   | 4:39 |
| 3. | Song Communication (lit. La communication des chansons)               | Yuumao            | Hitoshi Fujima                   | 4:31 |
| 4. | Juujika no spread (十字架のスプレッ (lit. La propagation de la croix) | Chiyomaru Shikura | Chiyomaru Shikura/Daisuke Kikuta | 4:14 |